# Монастирка (Казахстан)
Монасти́рка (каз. Монастырка) — село у складі Жаксинського району Акмолинської області Казахстану. Входить до складу Ішимського сільського округу.
Населення — 117 осіб (2021; 219 у 2009, 402 у 1999, 563 у 1989).
Національний склад станом на 1989 рік:
- казахи — 35 %;
- українці — 25 %;
- росіяни — 25 %.